# Mizpah Tertullien
Mizpah Tertullien (1930 - 2015) là một nhà tâm lý học và thượng nghị sĩ người Bahamas.
Tertullien lớn lên trên đảo Ragged và tốt nghiệp trường trung học tiểu bang. Cô từng là Đảng Tự do Tiến bộ năm 1972 (thua Sir Roland Symonette Sau đó, cô đã phục vụ như một thượng nghị sĩ trong mười năm.
Cô qua đời vào ngày 29 tháng 5 năm 2015, nhận được một tang lễ nhà nước tại Nhà thờ St. Francis Xavier, West Hill. Thủ tướng Perry Christie cho biết bà "đã đóng góp đáng kể cho sự phát triển của quần đảo hiện đại ở nhiều lĩnh vực khác nhau", ca ngợi hoạt động chính trị và sự nghiệp của bà trong ngành luật và truyền thông.

## Công trinh
- Nói về mặt tâm lý: thái độ và mô hình văn hóa ở Bahamas [cần dẫn nguồn] [ <span title="This claim needs references to reliable sources. (April 2018)">cần dẫn nguồn</span> ][ <span title="This claim needs references to reliable sources. (April 2018)">cần dẫn nguồn</span> ]
- Câu chuyện cũ và câu đố (Bahamiana Culturama). ' [3]